# Баофэн
Баофэ́н (кит. упр. 宝丰, пиньинь Bǎofēng) — уезд городского округа Пиндиншань провинции Хэнань (КНР). Название уезда означает «богатство и изобилие».

## История
Уезд был создан при империи Сун в 1120 году.
В 1643 году эти места были захвачены повстанцами под руководством Ли Цзычэна, и уезд Баофэн был переименован в Баочжоу (宝州). После вхождения в состав империи Цин уезду было возвращено прежнее название.
В 1949 году был создан Специальный район Сюйчан (许昌专区), и уезд вошёл в его состав. В 1960 году уезд Баофэн был присоединён к городу Пиндиншань, однако в 1961 году он был воссоздан. В 1969 году Специальный район Сюйчан был переименован в Округ Сюйчан (许昌地区). В 1971 году на выделенной из состава уезда Баофэн территории был создан Западный район Пиндиншаня.
В 1983 году уезд был передан в состав городского округа Пиндиншань.

## Административное деление
Уезд делится на 8 посёлков и 4 волости.